# 约翰·佩里·巴洛
约翰·佩里·巴洛（英語：John Perry Barlow，1947年10月3日—2018年2月7日），生于美国怀俄明州萨布莱特县，美国知名诗人、评论家、词作家（感恩至死乐队），电子前线基金会以及新闻自由基金会创始人之一，网络自由意志主义者，1969年获卫斯理安大学比较宗教学荣誉学士学位。自1998年起，巴洛担任哈佛大学伯克曼互联网与社会研究中心研究员。1996年2月8日，约翰·佩里·巴洛发表《赛博空间独立宣言》，声称网络空间永远不需要受到法律的规制和政府的管辖。巴洛因此而被《雅虎互联网生活杂志》称为“赛博空间时代的托马斯·杰斐逊”。

巴洛在其宣言中写下：“工业社会的国家，你们这些令人厌倦的钢铁血肉巨人，我来自网络世界，它是思想的新家园……在我们的聚合之地，你们没有主权……你们有关财产、言论、身份、行动和情景的法律概念不适用于我们。它们以物质为基础，但这里没有物质”。

## 著作
- 《Mother American Night: My Life in Crazy Times》，Barlow, John Perry/ Greenfield, Robert (CON)，Three Rivers Press (CA)，2019。  ISBN 9781524760182

## 延伸阅读
- , ABC-CLIO, ISBN 1-85-109659-0
- Goldsmith, Jack; Wu, Tim, , US: Oxford University Press, February 24, 2006, ISBN 0-19-515266-2
- Gray, Spalding, , US: Farrar, Straus and Giroux, September 30, 2000, ISBN 0374527210
- Jones, Steve, , US: SAGE Publications, December 10, 2002, ISBN 1-45-226528-3